# Canton Val de Lorraine Sud
Le canton Val de Lorraine Sud est une circonscription électorale française du département de Meurthe-et-Moselle.

## Histoire
Un nouveau découpage territorial de Meurthe-et-Moselle entre en vigueur à l'occasion des premières élections départementales suivant le décret du 26 février 2014. Les conseillers départementaux sont, à compter de ces élections, élus au scrutin majoritaire binominal mixte. Les électeurs de chaque canton élisent au Conseil départemental, nouvelle appellation du Conseil général, deux membres de sexe différent, qui se présentent en binôme de candidats. Les conseillers départementaux sont élus pour 6 ans au scrutin binominal majoritaire à deux tours, l'accès au second tour nécessitant 12,5 % des inscrits au 1er tour. En outre la totalité des conseillers départementaux est renouvelée. Ce nouveau mode de scrutin nécessite un redécoupage des cantons dont le nombre est divisé par deux avec arrondi à l'unité impaire supérieure si ce nombre n'est pas entier impair, assorti de conditions de seuils minimaux. En Meurthe-et-Moselle, le nombre de cantons passe ainsi de 44 à 23.
Le canton de Val de Lorraine Sud est formé de communes de l'ancien canton de Pompey (5 communes). Il est entièrement inclus dans l'arrondissement de Nancy. Le bureau centralisateur est situé à Maxéville.

## Représentation
| Période élective | Période élective | Mandat | Mandat   | Identité                 | Nuance | Nuance | Qualité |
| ---------------- | ---------------- | ------ | -------- | ------------------------ | ------ | ------ | --- |
| 2015             | 2021             | 2015   | 2021     | Patricia Daguerre-Jacque |        | PS     | Conseillère municipale de Champigneulles puis adjointe au maie de Nancy |
| 2015             | 2021             | 2015   | 2021     | Laurent Trogrlic         |        | PS     | maire de Pompey Président de la Communauté de communes 2e vice-président délégué au développement économique et à l’attractivité                                                                                                  |
| 2021             | 2028             | 2021   | en cours | Marie-José Amah          |        | PS     | Éducatrice spécialisée Conseillère municipale de Pompey, 3ème Vice-Présidente du conseil départemental, déléguée à la protection de l'enfance et à la famille                                                                     |
| 2021             | 2028             | 2021   | en cours | Séverin Lamotte          |        | EELV   | Délégué à la transition énergétique du patrimoine. Président de la commission Développement et Attractivité, Ancien Conseiller municipal de la ville de Champigneulles 2014/2017, Chargé d'études génie climatique Champigneulles |

### Résultats détaillés

#### Élections de mars 2015
À l'issue du 1er tour des élections départementales de 2015, deux binômes sont en ballottage : Monique Delong et Patrick Niquel (FN, 32,66 %) et Patricia Daguerre-Jacque et Laurent Trogrlic (PS, 30,99 %). Le taux de participation est de 45,62 % (8 378 votants sur 18 366 inscrits) contre 48,16 % au niveau départemental et 50,17 % au niveau national.
Au second tour, Patricia Daguerre-Jacque et Laurent Trogrlic (PS) sont élus avec 58,83 % des suffrages exprimés et un taux de participation de 47 % (4 646 voix pour 8 632 votants et 18 366 inscrits).

#### Élections de juin 2021
Le premier tour des élections départementales de 2021 est marqué par un très faible taux de participation (33,26 % au niveau national). Dans le canton Val de Lorraine Sud, ce taux de participation est de 25,63 % (4 599 votants sur 17 946 inscrits) contre 29,74 % au niveau départemental. À l'issue de ce premier tour, deux binômes sont en ballottage : Marie-José Amah et Séverin Lamotte (Union à gauche avec des écologistes, 43,19 %) et Olivier Maillot et Caroline Muller (RN, 33,33 %).
Le second tour des élections est marqué une nouvelle fois par une abstention massive équivalente au premier tour. Les taux de participation sont de 34,36 % au niveau national, 30,76 % dans le département et 27,97 % dans le canton Val de Lorraine Sud. Marie-José Amah et Séverin Lamotte (Union à gauche avec des écologistes) sont élus avec 61,69 % des suffrages exprimés (2 889 voix pour 5 021 votants et 17 949 inscrits),,.

## Composition
Le canton Val de Lorraine Sud comprend cinq communes entières.
| Nom                               | Code Insee | Intercommunalité         | Superficie (km2) | Population (dernière pop. légale) | Densité (hab./km2) | Modifier                                    |
| --------------------------------- | ---------- | ------------------------ | ---------------- | --------------------------------- | ------------------ | ------------------------------------------- |
| Maxéville (bureau centralisateur) | 54357      | Métropole du Grand Nancy | 5,63             | 10 014 (2022)                     | 1 779              | modifier les données · modifier les données |
| Champigneulles                    | 54115      | CC du Bassin de Pompey   | 23,99            | 6 588 (2022)                      | 275                | modifier les données · modifier les données |
| Frouard                           | 54215      | CC du Bassin de Pompey   | 12,96            | 6 480 (2022)                      | 500                | modifier les données · modifier les données |
| Marbache                          | 54351      | CC du Bassin de Pompey   | 10,63            | 1 671 (2022)                      | 157                | modifier les données · modifier les données |
| Pompey                            | 54430      | CC du Bassin de Pompey   | 8,13             | 4 815 (2022)                      | 592                | modifier les données · modifier les données |
| Canton Val de Lorraine Sud        | 5421       |                          | 61,34            | 29 568 (2022)                     | 482                | modifier les données                        |

## Démographie
En 2022, le canton comptait 29 568 habitants, en évolution de −0,94 % par rapport à 2016 (Meurthe-et-Moselle : −0,13 %, France hors Mayotte : +2,11 %).
| 2013   | 2018   | 2022   |
| ------ | ------ | ------ |
| 30 032 | 29 579 | 29 568 |